# Dariusz Kiełczewski
Dariusz Kiełczewski (ur. 5 sierpnia 1967 w Ostrołęce) – polski naukowiec, ekonomista, filozof, poeta, prozaik, profesor Uniwersytetu w Białymstoku.

## Życiorys
Ukończył szkołę podstawową w Krysiakach, I LO im. gen. Józefa Bema w Ostrołęce, w latach 1985–1991 studiował na Wydziale Prawa Filii Uniwersytetu Warszawskiego w Białymstoku. W 1996 uzyskał doktorat w Akademii Teologii Katolickiej w Warszawie, a w 2005 − stopień doktora habilitowanego nauk ekonomicznych.
W latach 80. związany był z amatorskim ruchem teatralnym. Jest laureatem ogólnopolskich konkursów recytatorskich (1983 – turniej recytatorski im. J. Przybosia o Złoty Lemiesz, 1983, 1984 – Turniej Recytatorski im. C. Norwida Białe Kwiaty; 1984 – Ogólnopolski Konkurs Recytatorski na poziomie międzywojewódzkim), współpracownikiem Ostrołęckiej Grupy Teatralnej „Arka”, założonej przez Pawła Opęchowskiego. W latach 1987–1990 był pracownikiem białostockiego radia „Akadera” (autor programów muzycznych i kabaretowych).
Jest profesorem uczelni Uniwersytetu w Białymstoku; na Wydziale Ekonomii i Finansów; w Katedrze Rozwoju Społeczno-Gospodarczego oraz członkiem Rady Dyscypliny – Ekonomia i Finanse. Jest również redaktorem naczelnym pisma Optimum. Studia Ekonomiczne, członkiem zespołu redakcyjnego pisma Ekonomia i Środowisko. Autor około stu publikacji poświęconych ochronie środowiska, ekonomii środowiska, etyce i filozofii ekologii, rozwojowi zrównoważonemu i konsumpcji zrównoważonej. Także poeta, eseista i krytyk literacki, w latach 1997–2005 członek zespołu redakcyjnego pisma Kartki. Publikował w Kartkach, Opcjach, Studium, Pracowni. Jest członkiem kapituły Nagrody Literackiej im. W. Kazaneckiego, do której był nominowany w 2001 i 2011 roku.

## Autor książek
- 1998 – Mechanizmy rozwoju prawa ochrony środowiska
- 1999, 2001 – Ekologia społeczna
- 2004 – Konsumpcja a perspektywy trwałego i zrównoważonego rozwoju
- 1994, 1997, 2008 – Ochrona środowiska przyrodniczego (współautor razem z Bożeną Dobrzańską i Grzegorzem Dobrzańskimi)
- 2008 – Konsumpcja a perspektywy zrównoważonego rozwoju
- 2010 – Opowieści z Chruściela

## Autor tomów poetyckich
- 1999 – „Szkice”
- 2001 – „Jeśli jest jakieś niebo”

Publikuje także pod pseudonimem Dzwonka Chruszczuk opowiadania z cyklu „Opowieści z Chruściela”.